# Tichodroma muraria
El treparriscos, arañero o pájaro arañero  (Tichodroma muraria) es un ave que se distribuye por la alta montaña de Eurasia, incluyendo los Pirineos, los Alpes y las montañas del Altái. Es el único miembro del género Tichodromae y de la familia Tichodromadidae  (Del Hoyo et al. 2007). Algunos autores proponen su inclusión en la familia Sittidae,  en la subfamilia Tichodromadinae.

## Distribución y hábitat
El treparriscos se distribuye por la alta montaña de Eurasia.
El treparriscos es mayormente no migratorio, pero a partir de julio empiezan a vagar y  a partir de septiembre se muda a altitudes inferiores. En invierno se encuentran con frecuencia ejemplares aislados en la llanura, rocas aisladas, canteras y ruinas. Aves aisladas han invernado tan lejos como en Inglaterra, y una también invernó en la Universidad de Ámsterdam.

## Descripción
Ésta es un ave de 15,5 a 17 cm de largo con plumaje sorprendentemente atractivo en carmesí, gris y negro, con vuelo como de mariposa y guaridas inaccesibles. Su nombre común chino significa ‘flor de roca’.
Su plumaje es fundamentalmente gris, aunque la garganta la punta de las alas y las rectrices son negras. Su rasgo más distintivo es el color carmesí sobre sus alas.
Cuando vuela se pueden observar manchas alares de color carmín y manchas blancas en las rémiges primarias.
Las aves hacia el este de Turkmenistán son ligeramente más oscuras, y a veces han sido clasificadas como una raza separada T. m. nipalensis.
En la estación reproductiva, el macho puede ser a menudo distinguido de las hembras por su garganta negra, aunque las hembras tienen a veces también la garganta negra en grados variables.

## Comportamiento
Esta especie carismática es bastante mansa, pero a menudo es sorprendentemente difícil de ver en las laderas de las montañas.
En vuelo parece una abubilla (Upupa epops) de colores extraños o una mariposa gigante, pero trepa paredones de piedra como si fuera un ratón.

### Reproducción

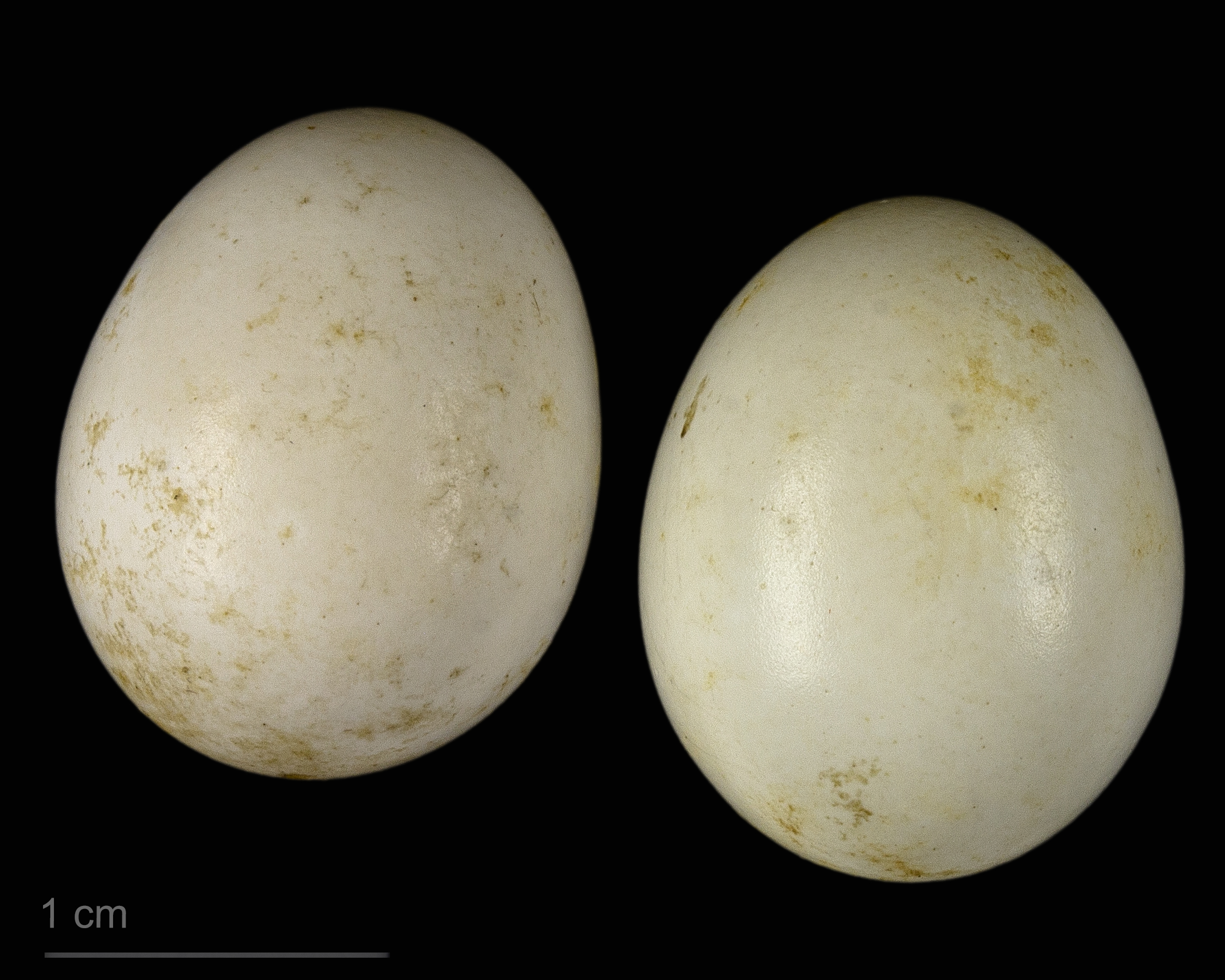
Tichodroma muraria - MHNT

Para anidar, el macho busca agujeros en la roca. Después indica dónde están a la hembra haciendo acrobacias a la entrada. La hembra construye sola el nido. Para ello utiliza hierbas secas, musgo y líquenes, y tapiza el interior con pelos lana y plumas. El nido está listo en 5 días.
Entre mayo y junio la hembra pone de 3 a 5 huevos blancos moteados de rojo, que incuba sola de 18 a 20 días. Mientras, el macho la alimenta.
Cuando nacen las crías, ambos progenitores les dan de comer, y permanecen en el nido entre 21 y 29 días, hasta que pueden volar y trepar por las rocas.

### Alimentación
Se alimenta de insectos, arañas y otros invertebrados que obtiene con su largo pico en las fisuras de rocas.

### Canto
El canto del macho es una secuencia de silbidos ascendentes y sibilantes.